# Robin Szarka
Robin Szarka (* 17. September 1991 in Mannheim) ist ein deutscher Fußballspieler.

## Karriere
Seit der Saison 2010/11 stand er im Regionalligakader der zweiten Hoffenheimer Mannschaft. Sein Debüt in der Fußball-Bundesliga gab er am 18. Mai 2013 beim Spiel gegen Borussia Dortmund, als er in der Halbzeitpause für Sebastian Rudy eingewechselt wurde.
Zur Saison 2014/15 wechselte Szarka in die 3. Liga zu Energie Cottbus; er unterschrieb einen Vertrag bis zum 30. Juni 2016.
Nachdem er mit Cottbus in die Regionalliga abgestiegen war, verließ er den Verein im Sommer 2016 und schloss sich erneut der 2. Mannschaft der TSG 1899 Hoffenheim an. Dort spielte er weitere sechs Jahre lang und wurde zum Rekordspieler der U23-Mannschaft in der Regionalliga Südwest. Ab Sommer 2022 spielte er beim Verbandsligisten VfR Mannheim, blieb aber als Trainer im Kinderperspektivteam bei der TSG.

## Erfolge
- Deutscher B-Jugend-Meister 2007/08 mit der TSG 1899 Hoffenheim U17